# Amelia Goes to the Ball

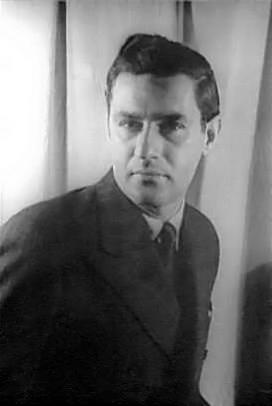
Gian Carlo Menotti.

Amelia Goes to the Ball (Amelia går på bal) är en opera i en akt med text och musik av Gian Carlo Menotti.

## Historia
Amelia Goes to the Ball var Menottis första stora framgång och samtidigt hans enda opera som är skriven med italiensk text. Han återupplivade här den gamla opera buffa-traditionen i modern gestalt och som en ren underhållning.
Verket hade premiär den 1 april 1937 på Academy of Music i Philadelphia med engelsk text. Den italienska originalversionen, Amelia al ballo, hade premiär den 4 april 1938 i Sanremo. Svensk premiär den 30 december 1939 på Kungliga Operan i Stockholm.

## Personer
- Amelia (sopran)
- Amelias make (baryton)
- Amelias älskare (tenor)
- Amelias väninna (kontraalt)
- Polischefen (bas)
- Kocken (mezzosopran)
- Husan (mezzosopran)
- Störiga grannar, förbipasserande, poliser, ambulansmän (kör)

## Handling
En elegant våning i Milano.
Amelia skall just fara på bal då hennes man kommer in och anklagar henne för att ha en älskare. Hon erkänner att det brev han står med i handen är skrivet av mannen uppe på fjärde våningen, och hennes make rusar uppför trappan. Under tiden firar älskaren sig ned med ett rep till Amelia och gömmer sig i lägenheten, men då den äkta mannen finner honom och vill skjuta klickar pistolen. De båda männen börjar tala med varandra, först naturligtvis upphetsat men så småningom allt mer vänskapligt. Till sist blir det för mycket för Amelia, som vill iväg till balen. Hon kastar en vas på sin man, som faller medvetslös till golvet. Polisen tillkallas och Amelia påstår att hennes älskare är en främling som har trängt sig in i bostaden.
Han först bort av polisen och den äkta mannen körs till sjukhuset. Mycket försenad kan Amelia äntligen ge sig av till balen, ledsagad av den galante polisen.